# ادوارد بروتون
ادوارد بروتون (انگلیسی: Edward Brueton؛ زادهٔ ۱۸۷۱) بازیکن فوتبال اهل بریتانیا است.
از باشگاه‌هایی که در آن بازی کرده‌است می‌توان به باشگاه فوتبال استافورد رانجرز و باشگاه فوتبال بیرمنگام سیتی اشاره کرد.